# Наг-Хаммад
Наг-Хаммад — місто провінції Кена в Республіці Єгипет. Населення 39 737 мешканців (2006). Населення всього району, центром якого є Наг-Хаммаді, становить близько 250 000 чоловік. Розташований в долині річки Ніл, приблизно за 48 км на захід від Кени і за 80 км на північний захід від Луксора. Жителі міста займаються, в основному, сільським господарством. Основна культура — цукрова тростина. Промисловість представлена виробництвом цукру і алюмінію.
Наг-Хаммаді заснований Махмудом Пашею Хаммаді, вихідцем з Согаґа, крупним землевласником і борцем з британською окупацією Єгипту, для своїх співвітчизників, які були змушені переселитися з Согаґа через тиск британської влади.

## Бібліотека Наг-Хаммаді
Найбільше Наг-Хаммаді відомий тим, що тут в грудні 1945 року місцеві селяни виявили запечатаний глиняний глечик, котрий містив тринадцять старовинних папірусів в шкіряній палітурці, а також сторінки, вирвані з іншої книги. Селяни спалили одну з книг і частково ще одну (включаючи обкладинку). Таким чином, до наших днів дійшли десять книг (одна без обкладинки). Сувої датуються II століттям нашої ери і містять тексти гностичного християнства в його «пізньому варіанті». Імовірно, кодекси належали монахам з першого християнського монастиря, заснованого св. Пахомієм. На це вказують листи сподвижників Пахомія, з яких були виготовлені обкладинки кодексів.